# Климент Анкирский
Климент Анкирский (258 — ок. 312) — епископ города Анкира (совр. Анкара), христианский святой. Почитается в Православной, Католической и Древнеправославных церквях.

## Ранняя жизнь
Климент Анкирский родился в 258 году в городе Анкире, входившем в состав Галатии. Его отец был язычником, а мать христианкой. В двенадцатилетнем возрасте Климент остался сиротой и был усыновлён подругой своей матери Софией, воспитывавшей Климента в христианском духе. София давала приют многим брошенным детям, которых Климент начал учить и готовить к принятию христианства. К восемнадцати годам Климент уже был поставлен в сан пресвитера, снискав известность в общине христиан Анкиры.

## Епископство и гонения
Едва достигнув двадцатилетия, Климент был поставлен во епископы родного города Анкиры. Во время правления императора Диоклетиана (284—305) Клименту Анкирскому предлагали отречься от христианской веры. После отказа епископ был заключён в темницу и подвергнут пыткам.
Спустя какое-то время Климент был передан соправителю Диоклетиана Максимиану. По свидетельству святителя Димитрия Ростовского, правитель подверг святого «таким нечеловеческим истязаниям, что даже в зрителях-язычниках вспыхнуло чувство сострадания к мучениками они побили камнями мучителей».
Вскоре Климент снова был заключён в темницу вместе со святым Агафангелом, но уже в родной Анкире, по приказу местного князя Куриния. Именно там по смерти императора Максимиана был казнён сопровождавший Климента Агафангел, а сам Климент спустя какое-то время был освобождён анкирскими христианами.

## Смерть и почитание
После освобождения из темницы Климент начал проводить богослужения в подземном храме, пока не был обезглавлен римским солдатом во время божественной литургии.
Мощи Климента Анкирского были сохранены местными христианами и сейчас находятся в базилике Мадонны Трапани в Италии.